# Paradoksy megarejskie
Paradoksy megarejskie – paradoksy sformułowane w starożytnej szkole filozoficznej megarejczyków. 
Szkoła megarejska zajmowała się logiką i argumentacją. Przedstawiane przez nią paradoksy były kontynuacją tradycji paradoksów eleatów i miały wskazywać na niemożliwość istnienia wielości i ruchu. Znaczenie logiczne paradoksów, wykraczało jednak poza koncepcje metafizyczne megarejczyków i niektóre z nich (paradoks kłamcy i stosu) rozpatrywane są do dziś. Inne mają charakter historyczny, opierają się bowiem na wątłych założeniach czy wieloznaczności używanych pojęć. 
Autorstwo większości paradoksów przypisuje się Eubulidesowi z Miletu (IV w. p.n.e.). Niektóe paradoksy rozwinięte zostały przez szkołę dialektyków, która wydzieliła się ze szkoły megarejskiej . 

## Elektra, Ukryty, Zasłonięty
Trzy paradoksy podejmujące podobny problem.
Elektra i Orestes są rodzeństwem. Elektra zna swojego brata, możemy więc założyć, że rozpozna go, gdy go zobaczy. Przed Elektrą postawiono Orestesa z głową zasłoniętą płachtą i zapytano: "Znasz tego człowieka?". Elektra odpowiedziała, że nie zna. 
Wniosek: Elektra nie zna tego, kogo zna.
Paradoks powstaje ze względu na wieloznaczność wyrażenia "znać", które można rozumieć zarówno jako "mieć z kimś lub czymś wcześniej do czynienia", jak i "rozpoznawać" (Elektra wie jak wygląda jej brat, ale po zakryciu go płachtą nie rozpoznaje go).
Paradoksy ukryty i zasłonięty były tym samym paradoksem, opowiedzianym w inny sposób. Osobie, z którą rozmawiano, przedstawiano zasłoniętą postać, którą okazywał się członek rodziny. 
Paradoks ten opierał się na dwuznaczności słowa "znać" i na wymaganiu kategorycznej odpowiedzi (tak lub nie) od Elektry

## Łysy, Soryt
Dwa paradoksy, obrazujące podobny problem. 
Przesłanka wyjściowa: biorąc pod uwagę dwie osoby, z których jedna nie jest łysa, a druga ma zaledwie o jeden włos mniej, możemy przyjąć, że również druga osoba nie jest łysa (różnica jednego włosa wydaje się minimalna).
Weźmy pod uwagę większą liczbę osób. Założymy, że pierwsza z nich ma na głowie 100 000 włosów, a każda następna ma o jeden włos mniej - różnica w liczbie włosów między dwiema następującymi po sobie osobami zawsze wynosi dokładnie jeden włos. Jeśli ustawimy w szeregu 100 001 osób, to ostatnia z nich (zgodnie z powyższym założeniem) nie ma na głowie ani jednego włosa. Mimo to, nie możemy nazwać jej "łysą", ponieważ zgodnie z przesłanką wyjściową jeśli poprzednik jest niełysy, a następująca po nim osoba ma o jeden włos mniej, to i ona nie jest łysa.
 Wniosek: Człowiek bez włosów nie jest łysy.

Paradoks sorytu (stosu) dotyczy podobnego toku myślenia: jeśli położymy jedno ziarno piasku obok drugiego, to nie stworzy ono stosu. Dodanie kolejnego ziarna również nie tworzy stosu. Żaden kolejny krok, nie spowoduje nagłej zmiany ziaren w stos.
Megarejczycy za pomocą tych paradoksów wskazywali, że wielość nie istnieje, ponieważ nie daje się ściśle określić pojęciowo. Współczesna logika widzi w tych paradoksach problem nazw nieostrych.

## Kłamca
Czy osoba, która kłamie i mówi, że kłamie, kłamie czy mówi prawdę. Zdanie takie, było wewnętrznie sprzeczne, a więc absurdalne. Za pomocą tego paradoksu megarejczycy wskazywali, że zdania logiki dyskursywnej zakładające wielość rzeczywistości są wewnętrznie sprzeczne. Współczesna logika wskazuje tutaj  na problemy jakie tworzy autoreferencja zdań.

## Rogacz
Jeśli kogoś spytamy, czy już zgubił swoje rogi, zapytany może odpowiedzieć "tak" lub "nie". Jeśli odpowie tak, to znaczy, że kiedyś miał rogi, a jeśli nie, to znaczy, że je ma. Obydwie odpowiedzi są błędne, co pokazuje absurdalność takiego pytania.
W innym sformułowaniu paradoks ten można ująć tak: 
1. Czego nie straciłeś, to nadal masz.
2. Nie straciłeś rogów.
3. A więc nadal masz rogi

## Nikt
Paradoks sformułowany przez Stilpona, związany z nazwami ogólnymi czy powszechnikami. Zdaniem Stilpona powszechniki nie zawierają się w rzeczach jednostkowych. 
Stilpon twierdził np. "Jarzyna w ogóle to nie jest ta oto jarzyna, bo jarzyna w ogóle istniała już przed tysiącami lat. Zatem jarzyna w ogóle nie jest rzeczywistą jarzyną". 
W innym sformułowaniu:
1. Jeśli ktoś jest tutaj, to nie ma go na Rodos.
2. Ktoś jest tutaj.
3. Nie jest więc tak, że ktoś jest na Rodos

## Noc i dzień
Jest to paradoks sformułowany przez Filona z Megary, przedstawiciela szkoły dialektyków. i wiązał się ze zdaniami warunkowymi i implikacją materialną. Zdania warunkowe są dla Filona fałszywe tylko wtedy, gdy poprzednik jest prawdziwy, a następnik fałszywy.  Zgodnie z tym zdanie warunkowe "jeśli jest dzień, to jest noc" jest prawdziwe w noc, a fałszywe w dzień. Jego wartość logiczna ulega więc zmianie w czasie .